# سررک
سررک، روستایی در دهستان مشایخ از توابع بخش ناغان شهرستان کیار در استان چهارمحال و بختیاری ایران است.

## جمعیت
این روستا در دهستان مشایخ در حاشیه رود کارون قرار دارد و براساس سرشماری مرکز آمار ایران در سال1395، جمعیت آن ۳۸۰ نفر (۷۴خانوار) بوده‌است.